# Bloch MB.170
Блох MB.170 (фр. Bloch MB.170) — серія двомоторних розвідувальних літаків виробництва французької авіакомпанії Bloch, здатного також виконувати роль бомбардувальника. Активно виготовлявся на початку Другої світової війни, після виходу Франції з війни виробництво було припинено, але відновлене в 1946 році.

## Історія створення
Розробка нового багатофункціонального літака, який міг би використовуватись в ролі двомісного бомбардувальника, або тримісного літака спостереження, почалась в 1936 році в рамках програми модернізації французької армії. Перший прототип, який позначався MB.170B2A3 (складний суфікс вказував на багатозадачність проєкту), був низькопланом з двокілевим оперенням, аеродинамічними формами та шасі, яке прибиралось. Прототип оснащувався двигунами GR 14N6/7 потужністю 950 к.с. і озброювався однією 20-мм курсовою гарматою, і чотирма 7,5-мм кулеметами. Перший політ відбувся 15 лютого 1938 року, а через деякий час почались випробування другого прототипа MB.170B3.
Другий прототип був тримісним бомбардувальником і відрізнявся заскленою носовою частиною і відсутністю підфюзеляжної гондоли. На його основі було розроблено варіант MB.174A3 — розвідник і вказівник цілей, який також міг нести 400 кг бомб. Перший прототип MB.174 оснащувався двигунами GR 14N20/21 і піднявся в повітря 5 січня 1939 року. Випробування показали прекрасні льотні характеристики і вже 1 лютого 1939 року Міністерство авіації зробило замовлення на 50 літаків. Спочатку було виготовлено 6 передсерійних варіантів, а перший серійний літак був готовий в листопаді. Серійне виробництво продовжувалось до (з перервою) до 1947 року. Загалом було виготовлено понад 220 літаків серії.

## Основні модифікації
- MB.174A3 — літак взаємодії з армією. Оснащувався двигунами GR 14N48/49 потужністю 1060 к.с., двома курсовими 7,5-мм кулеметами, трьома в нижній установці і двома в верхній. Бомбове навантаження — 400 кг. (8 × 50 кг бомби). В 1942 році на деяких літаках додали підфюзеляжні підвіси для 250 або 500 кг бомби. Побудовано 57 літаків.
- MB.175B3 — бомбардувальний варіант. Бомбовий відсік переобладнано для перевезення 600 кг бомб (3 × 200 кг). Побудовано 79 літаків, з них 56 під час німецької окупації.
- MB.176B3 — аналог MB.175B3 з двигунами Pratt & Whitney R-1830-SC3-G потужністю 1050 к.с. Перший прототип був готовий в вересні 1939 року, до червня 1940 року виготовили ще 5 серійних літаків.
- MB.175T — торпедоносець. Оснащувався двигунами GR 14N54/55 потужністю 1150 к.с., в процесі виробництва використовувались двигуни GR 14N66/67 і GR 14N70/71. Озброєння — дві 20-мм курсові гармати в крилах, і одна 20-мм гармата в верхній турелі. Під фюзеляжем підвішувалась 750 кг торпеда, або 3 × 150 кг глибинні бомби. Під крилами були підвіси для восьми некерованих ракет. В 1946-47 роках побудовано 80 літаків.

## Історія використання
MB.174A3 надійшли на озброєння доволі пізно — тільки в квітні 1940 року. Вони надійшли в розвідувальну групу GR II/33, а перший бойовий виліт відбувся 29 квітня. Станом на 10 травня (початок німецького наступу) в строю було тільки 11 літаків, розділених між чотирма групами, і до 18 червня було повністю переоснащено тільки одну групу, інші літали на різних літаках. Нечисленні MB.175B3 хоча і були бомбардувальниками теж надходили на озброєння розвідувальних груп.
В складі ВПС режиму Віші MB.174 і MB.175 стояли на озброєнні розвідувальних груп GR II/33 і GR II/52 розміщених в Північній Африці. Після висадки союзників обидві групи ввійшли до ВПС Вільної Франції, де в січні 1943 року всі вцілілі літаки (зокрема один MB.176B3) зібрали в одну групу GR II/33. На початку 1943 року вони використовувались як штурмовики під час боїв в Тунісі, а в липні були передані в навчальні частини.
56 MB.175B3 виготовлених з жовтня 1940 року надійшли до Люфтваффе, де використовувались як навчальні.
MB.175T надійшли на озброєння морської авіації Франції, але використовувались тільки до 1950 року.

## Тактико-технічні характеристики

Дані з Ударная авиация Второй Мировой — штурмовики, бомбардировщики, торпедоносцы
|                        |                        | MB.174A3        | MB.175B3        |
| ---------------------- | ---------------------- | --------------- | --------------- |
| Довжина                | Довжина                | 12,23 м         | 12,43 м         |
| Висота                 | Висота                 | 3,55 м          | 3,55 м          |
| Розмах крил            | Розмах крил            | 17,92 м         | 17,96 м         |
| Площа крил             | Площа крил             | 38,55 м²        | 38,95 м²        |
| Маса                   | пустого                | 5600 кг         | 5662 кг         |
| Маса                   | спорядженого           | 7160 кг         | 7790 кг         |
| Маса                   | максимальна злітна     |                 | 8025 кг         |
| Двигуни                | Двигуни                | 2 × GR 14N48/49 | 2 × GR 14N48/49 |
| Потужність             | Потужність             | 2 × 1060 к. с.  | 2 × 1060 к. с.  |
| Максимальна швидкість  | Максимальна швидкість  | 530 км/год      | 540 км/год      |
| Дальність польоту      | Дальність польоту      | 1290 км         | 1600 км         |
| Практична стеля        | Практична стеля        | 11 000 м        |                 |
| Час підйому на 8000 м. | Час підйому на 8000 м. | 11 хв           | 13,5 хв         |